# Liste de cultivars de patates douces

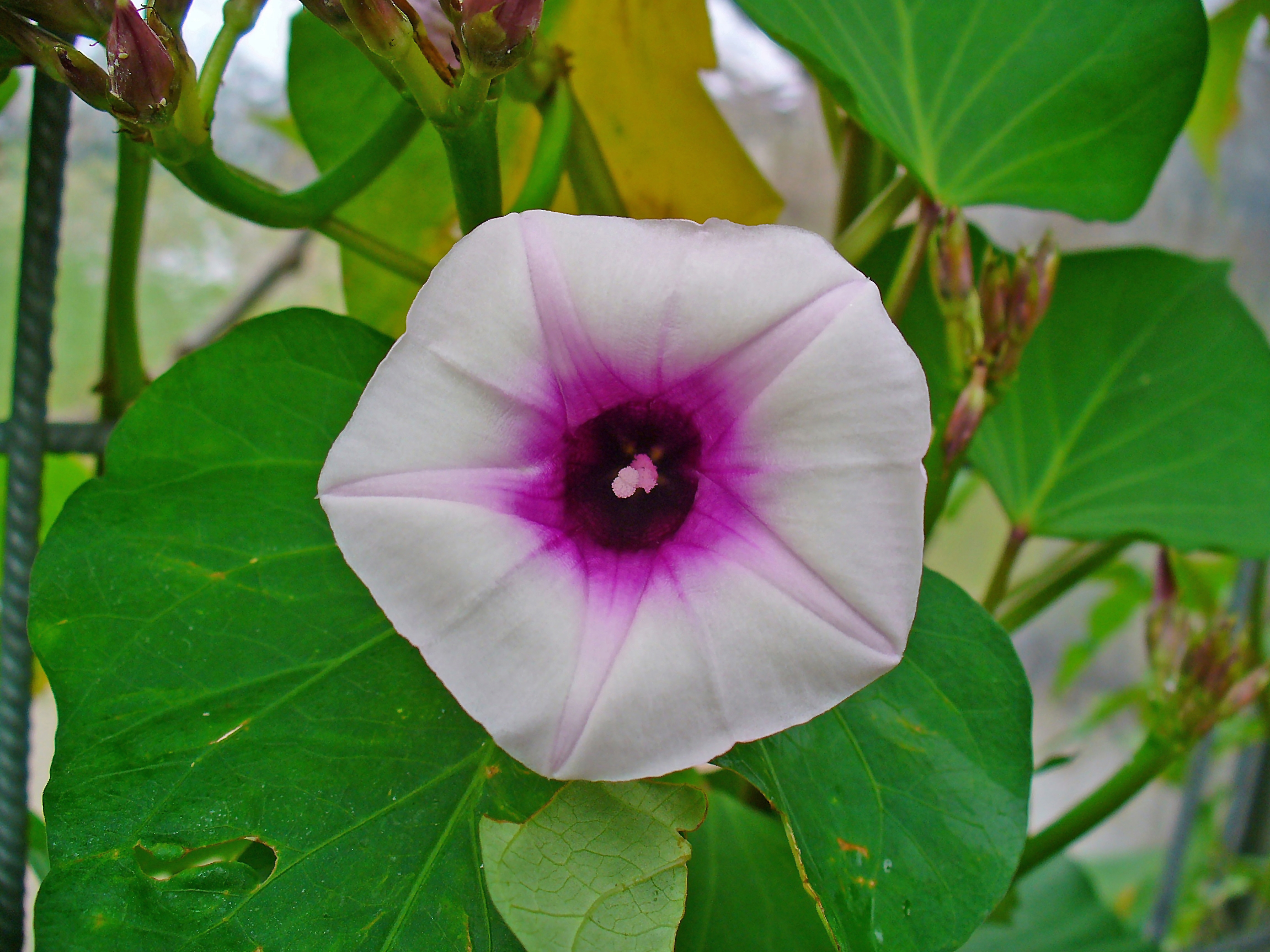
Fleur de patate douce au jardin botanique de l'Institut de technologie de Karlsruhe.

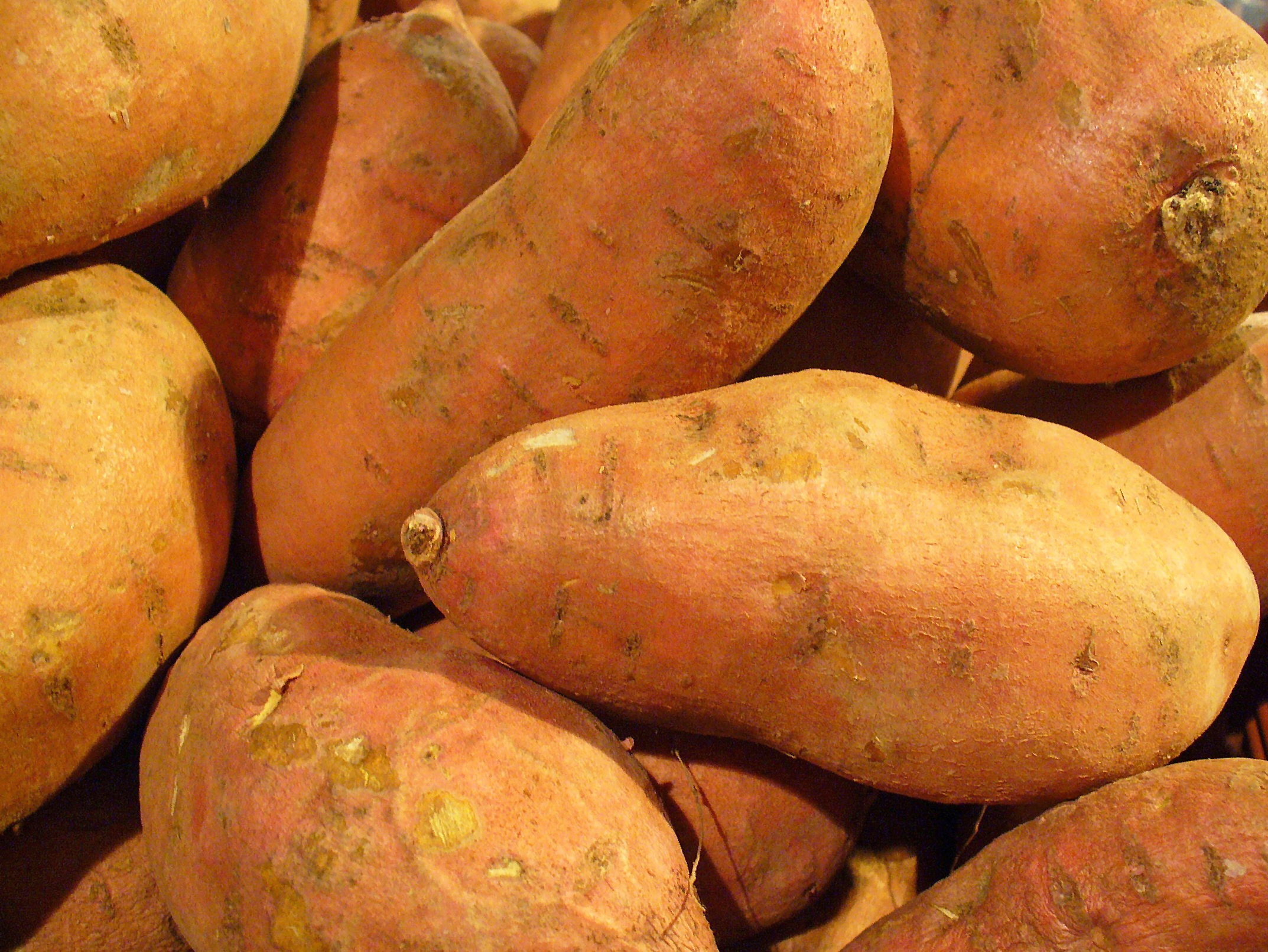
Tubercules comestibles de patate douce photographiés à Karlsruhe (Allemagne).

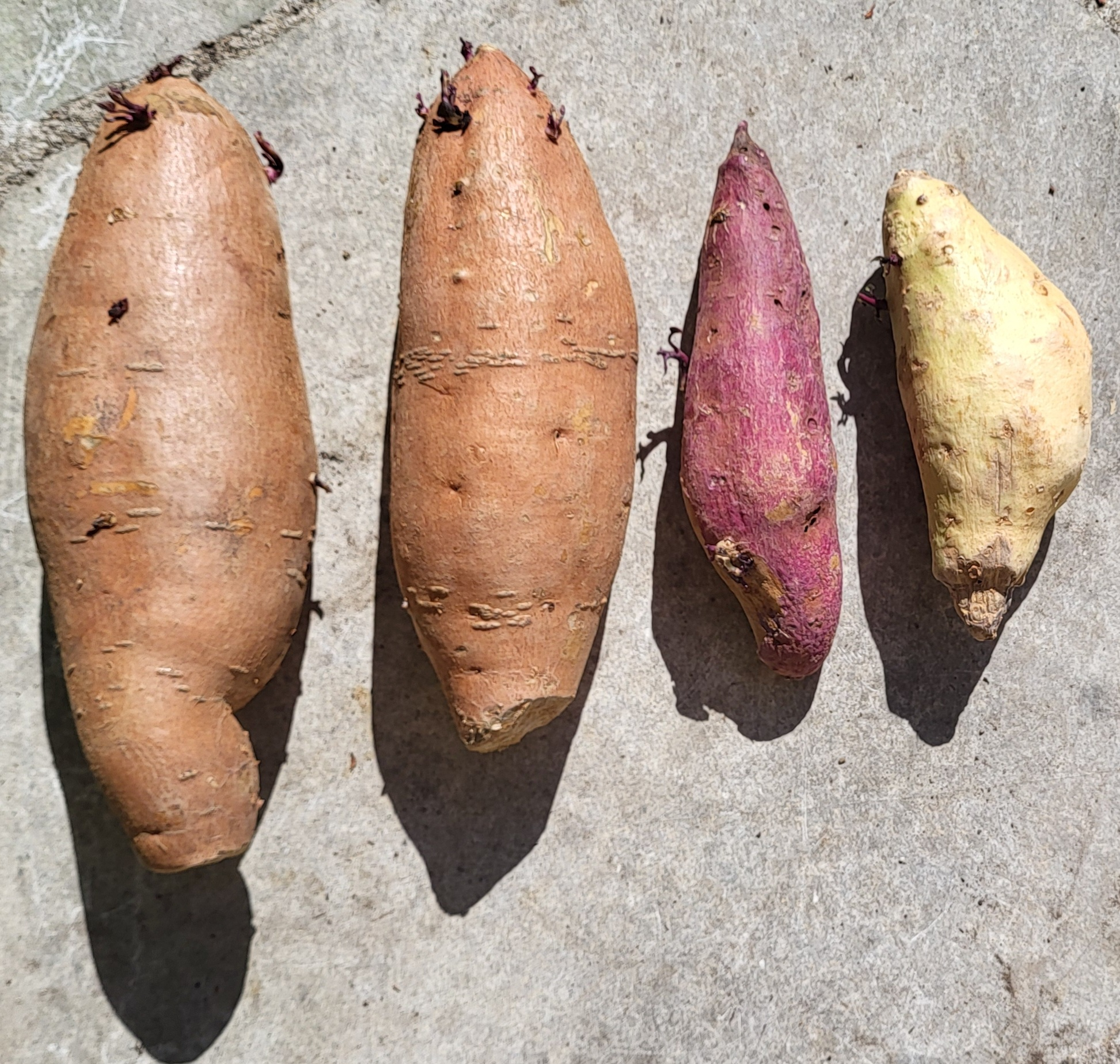
Différences de couleurs entre variétés

La présente liste de cultivars de patates douces, non exhaustive, fournit certaines informations sur des variétés commerciales et cultivars de patates douces (Ipomoea batatas). En 2013, on dénombrait environ 7 000 cultivars de patates douces dans le monde. Cette espèce est cultivées dans de nombreuses régions du monde, principalement en Asie (Chine, Japon, Indonésie, Philippines, Inde, Viêt Nam, etc.), en Afrique (Nigeria, Ouganda, Kenya, Malawi, etc.), en Amérique du Nord, mais aussi en Océanie (Papouasie-Nouvelle-Guinée, Nouvelle-Zélande, Australie, Hawaï, etc.). Cependant, la patate douce n'est pas largement cultivée en Europe, sauf au Portugal et en Espagne
Les cultivars de patates douces diffèrent à bien des égards. Parmi les critères les plus communs figurent la taille, la forme et la couleur des tubercules. Plus la chair d'un tubercule de patate douce est orange, plus elle est riche en carotène, qui est métabolisé dans l'organisme humain  en vitamine A. La peau ( épiderme) des tubercules est de couleur différente de celle de la chair (moelle). 
Vers le milieu du XXe siècle, les producteurs de patates douces du sud des États-Unis ont commencé à commercialiser des patates douces à chair orange sous le nom de yams, dans le but de les différencier des patates douces à chair blanche ou jaune.

## Cultivars sélectionnés pour leur tubercules comestibles
La plupart des cultivars de patates douces listés ci-dessous ont été sélectionnés dans des stations expérimentales agricoles (SEA) américaines, généralement exploitées par un organisme gouvernemental ou une université.
| Cultivar                                               | Année | Obtenteur | Origine génétique                                                                                         | Couleur de la peau               | Couleur de la chair                | Observations | Pays d'origine         |            |
| ------------------------------------------------------ | ----- | --- | --- | -------------------------------- | ---------------------------------- | --- | ---------------------- | ---------- |
| 'Acadian'                                              | 1957  | Université d'État de Louisiane | L21 × L131                                                                                                | cuivré                           | orange                             | | États-Unis             |            |
| 'Allgold' / 'Okla. 240'                                |       | Université d'État de l'Oklahoma–Stillwater                                                                                            | 'Creole' × 'Triumph' (Parent 10)                                                                          | tan                              | orange                             | | États-Unis             |            |
| 'Americana'                                            |       | | |                                  |                                    | |                        |            |
| 'Apache'                                               |       | USDA (Département de l'Agriculture des États-Unis)                                                                                    | ('Yellow Yam 149' × 'Nancy Hall 42-1') × ('Pelican Processor Triumph')                                    | orange                           |                                    | | États-Unis             |            |
| 'Australian Canner'                                    |       | USDA (Département de l'Agriculture des États-Unis)                                                                                    | semis anonyme du département de l'Agriculture de Nouvelle-Galles du Sud (Australie)                       | chamois                          | saumon                             | Essais d'adaptation / nom attribué par USDA | États-Unis / Australie |            |
| 'Ayamurasaki'                                          | 1995  | Station expérimentale agricole nationale de Kyushu                                                                                    | 'Kyushu-109' x 'Satsumahikari'                                                                            | violet foncé                     | violet foncé                       | Forte teneur en anthocyanes, en matière sèche et en amidon, résistance moyenne à la pourriture noire (Ceratocystis fimbriata Ell. et Halst) et aux nématodes des lésions racinaires                                                                                       | Japon                  |            |
| 'Baker' / 'V 2158'                                     |       | Norfolk (Virginie) | 'Virginian' × semis numérotés                                                                             |                                  |                                    | | États-Unis             |            |
| 'Beauregard'                                           | 1987  | Baton Rouge (Louisiane) | semis à pollinisation libre de 'L78-21'                                                                   | rose                             | orange                             | | États-Unis             |            |
| 'Benihayato'                                           | 1980  | Station agricole expérimentale nationale de Kyushu (Nishigoshi, Kumamoto, établissement d'Ibusuki)                                    | 'Centennial' x 'Kyushu 66' (Ipomoea trifida figure dans son pedigree (1/16)                               | rouge violet brillant            | orange brillant                    | Cultivar destiné à la transformation et à la cuisson ; moyennement résistant à la pourriture noire (Ceratocystis fimbriata) et aux nématodes des lésions (Pratylenchus coffeae), et résistant aux nématodes cécidogènes du sud (Meloidogyne incognita)                    | Japon                  |            |
| 'Bonara'                                               |       | | |                                  |                                    | |                        |            |
| 'Campeon'                                              |       | | | rouge clair                      | blanche                            | Souvent appelé boniato (terme désignant la patate douce en espagnol cubain). |                        |            |
| 'Canbake' / 'G-52-15-1'                                |       | Station expérimentale agricole (SEA) de Géorgie                                                                                       | |                                  |                                    | | États-Unis             |            |
| 'Caro-Gold'                                            |       | Université de Clemson | 'C317' × 'Goldrush'                                                                                       | violet brillant                  | orange                             | | États-Unis             |            |
| 'Carolina Bunch'                                       |       | US Vegetable Laboratory (USDA Agricultural Research Service) ; SEA de Caroline du Sud                                                 | semis à pollinisation libre de 'Excel'                                                                    | cuivre clair                     | orange profond                     | | États-Unis             |            |
| 'Carolina Nugget'                                      |       | Université d'État de Caroline du Nord                                                                                                 | 'HM1-36' × 'Lakan'                                                                                        | rosé                             | orange moyen                       | commercialisé en 1954 | États-Unis             |            |
| 'Carolina Ruby'                                        |       | Service de recherche agronomique de Caroline du Nord (NCARS)                                                                          | semis à pollinisation libre de 'Beauregard'                                                               | rouge foncé à rouge pourpre      | orange foncé                       | commercialisé en 1988 | États-Unis             |            |
| 'Caromex'                                              |       | Université d'État de Caroline du Nord                                                                                                 | 'NC228' × 'NC234'                                                                                         | cuivre foncé                     | orange profond                     | commercialisé en 1971 | États-Unis             |            |
| 'Carver'                                               |       | Institut Tuskegee | 'Centennial' × 'Jewel'                                                                                    | rose profond                     | orange profond                     | | États-Unis             |            |
| 'Centennial' / 'L-3-77'                                |       | SEA de Louisiane, Baton Rouge (Louisiane)                                                                                             | 'Unit IPR' × 'Pelican Processor'                                                                          | orange                           | orange                             | | États-Unis             |            |
| 'Chipper'                                              |       | | |                                  |                                    | |                        |            |
| 'Covington' / 'NC98-608'                               |       | Université d'État de Caroline du Nord                                                                                                 | | rose                             | orange                             | peau lisse | États-Unis             |            |
| 'Cliett Bunch Porto Rico' / 'Georgia Bunch Porto Rico' |       | Station expérimentale de Coastal Plain, université de Géorgie (Tifton)                                                                | mutation de 'Vining Porto Rico'                                                                           |                                  |                                    | Similaire à 'Vining Porto Rico' | États-Unis             |            |
| 'Coastal Red'                                          |       | Station expérimentale de Coastal Plain, université de Géorgie (Tifton)                                                                | semis à pollinisation libre de 'GA-76'                                                                    | rouge                            | orange moyen                       | commercialisé en 1978 | États-Unis             |            |
| 'Coppergold'                                           |       | L. A. Sharum, Fort Smith (Arkansas)                                                                                                   | mutation de 'Allgold'                                                                                     | cuivré roux                      |                                    | | États-Unis             |            |
| 'Cordner'                                              |       | SEA du Texas et Université d'État de l'Oklahoma                                                                                       | | cuivre                           | orange moyen                       | | commercialisé en 1983  | États-Unis |
| 'Creole'                                               |       | | |                                  |                                    | |                        |            |
| 'Darby'                                                |       | SEA de Louisiane (Baton Rouge) | semis à pollinisation libre de 'L 83-523'                                                                 | rose foncé                       | orange                             | tiges violettes | États-Unis             |            |
| 'Don Juan'                                             |       | SEA de Porto Rico, Río Piedras (Porto Rico)                                                                                           | sélectionné parmi des lignées indigènes                                                                   |                                  |                                    | | Porto Rico             |            |
| 'Earlyport'                                            |       | SEA de Louisian (Baton Rouge) | (Mameyita × semis 'L-4-6') × (semis 'L-5' × 'Triumph')                                                    | cuivre                           | orange                             | Similaire à 'Porto Rico' | États-Unis             |            |
| 'Earlysweet' / 'T-3'                                   |       | Station expérimentale de Coastal Plain, université de Géorgie (Tifton)                                                                | 'Porto Rico' × lignée anonyme                                                                             | peau claire                      | orange profond                     | | États-Unis             |            |
| 'Eureka'                                               |       | SEA de l'université d'État de Louisiane ; SEA de l'université de Californie                                                           | 'L9-163' × 'LO-132'                                                                                       | cuivre                           | orange                             | | États-Unis             |            |
| 'Evangeline' / 'L 99-35'                               | 1999  | Station expérimentale agricole de Louisiane                                                                                           | semis de polycroisements issus des lignées 'L 94-96' ('Bienville') et 'L 82-508' ('Beauregard')           | rose-rouge                       | orange foncé                       | Résistance aux maladies comparable à celle de 'Beauregard' | États-Unis             |            |
| 'Excel'                                                |       | USDA et SEA de Caroline du Sud | semis à pollinisation libre de 'Regal' ; polycroisement en 1981 avec 29 autres sélections parentales      | cuivré clair                     | orange                             | La couleur de la peau est légèrement plus claire que celle de 'Jewel' | États-Unis             |            |
| 'GA90-16'                                              |       | SEA de Géorgie ; US Vegetable Laboratory (USDA ARS)                                                                                   | |                                  | blanche                            | Faible teneur en sucre et en maltose | États-Unis             |            |
| 'Garnet'                                               |       | | | cuivré clair                     | orange brillant                    | Souvent appelés « yams » aux États-Unis pour les distinguer des patates douces 'O'Henry' | États-Unis             |            |
| 'Georgia Jet'                                          |       | | | rouge violacé                    | orange profond                     | | États-Unis             |            |
| 'Georgia Red' / 'T-6'                                  |       | Station expérimentale de Coastal Plain, université de Géorgie (Tifton)                                                                | croisements portoricains                                                                                  | rouge cuivré                     |                                    | Similaire à 'Porto Rico' | États-Unis             |            |
| 'Gold Rush'                                            |       | SEA de Louisiane (Baton Rouge) | ('Mameyita' × semis 'L4-6') × (semis 'L-5' × 'Triumph')                                                   | cuivré clair                     | orange profond                     | Tiges violettes | États-Unis             |            |
| 'Golden Belle'                                         |       | Bryce Woods, Rogers (Arkansas) | mutation de 'Nancy Gold'                                                                                  |                                  | doré                               | La couleur de la chair diffère de celle de 'Nancy Hall' | États-Unis             |            |
| 'Goldmar'                                              |       | SEA du Maryland, College Park (Maryland)                                                                                              | mutation de 'Redmar'                                                                                      | doré                             |                                    | commercialisé en 1973. Similaire à 'Redmar', mais à couleur de peau différente. | États-Unis             |            |
| 'Grand Asia'                                           |       | | | rose                             | blanche                            | type Boniato, similaire à 'Japanese' |                        |            |
| 'Hannah Sweet'                                         |       | | |                                  |                                    | |                        |            |
| 'Hayman White'                                         |       | | | tan                              | crème                              | Variété patrimoniale de l'est des États-Unis, | États-Unis             |            |
| 'Heartogold'                                           |       | Université d'État de Louisiane | 'Mameyita' × 'Yellow Yam'                                                                                 | couleur chair                    | orange profond                     | | États-Unis             |            |
| 'Hernandez'                                            |       | SEA de l'université d'État de Louisiane                                                                                               | semis de 'L70-323'                                                                                        | orange brûlé                     | orange profond                     | commercialisé en 1992 | États-Unis             |            |
| 'HiDry'                                                |       | Université de Clemson ; USDA | 4e génération, semis à pollinisation libre de 'MK-14'                                                     | blanche                          | crème                              | Cultivé pour transformation industrielle | États-Unis             |            |
| 'Hoolehua Gold'                                        |       | | | rouge clair                      | orange                             | |                        |            |
| 'Hoolehua Red'                                         |       | | | rouge                            | blanc cassé                        | |                        |            |
| 'Hopi' / 'HM-122'                                      |       | USDA Horticultural Field Station, Meridian (Mississippi)                                                                              | |                                  |                                    | | États-Unis             |            |
| 'Iliua'                                                |       | | |                                  |                                    | |                        |            |
| 'Japanese' / 'Oriental'                                |       | | | rouge violacé                    | claire                             | type Boniato. Taux d'humidité relativement faible. |                        |            |
| 'Jersey Orange' / 'Orange Little Stern'                |       | Université d'État du Kansas ; Université Rutgers                                                                                      | | orange-brun                      | orange profond                     | La taille et la forme sont similaires à celles de 'Jersey Yellow' | États-Unis             |            |
| 'Jersey Red'                                           |       | | |                                  |                                    | Variété traditionnelle | États-Unis             |            |
| 'Jersey Yellow'                                        |       | | | doré, chamois ou tan             | crème à jaune brillant             | variété traditionnelle | États-Unis             |            |
| 'Jewel'                                                |       | Université d'État de Caroline du Nord                                                                                                 | | cuivre                           | orange profond                     | commercialisé en 1970 Souvent appelés « yams » aux États-Unis pour les distinguer des patates douces 'O'Henry'. | États-Unis             |            |
| 'Kandee' / 'K1716'                                     |       | Université d'État du Kansas | 'La 1946 Cross 17' × 1 ('yellow yam' × 'Nancy Hall')                                                      | bronze rougeâtre                 | orange vif                         | | États-Unis             |            |
| 'Kona B'                                               |       | | | rouge clair à rouge orangé       | orange clair                       | |                        |            |
| 'Kote Buki'                                            |       | | | rouge violacé                    | blanche                            | mi-saison |                        |            |
| 'Lakan' / 'L-0-123'                                    |       | SEA de Louisiane (Baton Rouge) | ('Unit IPR' × 'Pelican Processor') × ('Mameyita' × 'L-4-6')                                               | bronze rougeâtre à tan rougeâtre | orange vif                         | | États-Unis             |            |
| 'Mameyita'                                             |       | | |                                  |                                    | |                        |            |
| 'Maryland Golden'                                      |       | | |                                  |                                    | | États-Unis             |            |
| 'Miguela'                                              |       | | |                                  |                                    | |                        |            |
| 'Murasaki-29' ('L01-29')                               |       | Station expérimentale agricole de Louisiane                                                                                           | semis issu d'un polycroisement à pollinisation libre, la lignée femelle est L89-72                        | violet foncé                     | blanc jaunâtre                     | commercialisé en 2001, résistance au maladies similaire à celle de 'Beauregard', taux d'humidité faible (« murasaki » signifie « violet » en japonais), | États-Unis             |            |
| 'Murff Bush Porto Rico'                                |       | E. L. Murff, Normangee (Texas) | mutation de 'Porto Rico'                                                                                  | cuivré                           | orange                             | commercialisé en 1949. Similaire à Porto Rico. | États-Unis             |            |
| 'Nancy Gold'                                           |       | SEA de l'université d'État du Kansas                                                                                                  | mutation de 'Nancy Hall'                                                                                  | chamois                          | orange profond                     | La couleur de la peau diffère de celle de 'Nancy Hall' | États-Unis             |            |
| 'Nancy Hall'                                           |       | | | tan                              | jaune                              | | États-Unis             |            |
| 'Nemagold' / 'Okla. 46'                                |       | Université d'État de l'Oklahoma-Stillwater                                                                                            | 'Yellow Jersey' (souche Orlis) × 'Okla. 29'                                                               |                                  |                                    | | États-Unis             |            |
| 'Northern Star'                                        |       | | |                                  |                                    | Cultivé en Australie |                        |            |
| 'Nugget' / 'NC-17'1                                    |       | SEA de Caroline du Nord, Raleigh (Caroline du Nord)                                                                                   | 'NC-124' × ('NC-41' × 'B5965')                                                                            |                                  |                                    | | États-Unis             |            |
| 'O'Henry'                                              |       | Henry Wayne Bailey [(Vardaman, MS)]                                                                                                   | mutation de 'Beauregard'                                                                                  | tan cuivré                       | crème citron                       | Variante de 'Beauregard' | États-Unis             |            |
| 'Okla. 46'                                             |       | Université d'État de l'Oklahoma | 'Okla. 29' × 'Orlis' ['Okla. 29-Parent 10' (cf. 'Allgold') × 'L37' (cf. 'Red Gold')]                      | roux doré                        | orange                             | Les racines et les tiges sont comme celles de 'Yellow Jersey' ou 'Orlis' ; feuilles épaulées | États-Unis             |            |
| 'Oklamar' / 'Okla. 52'                                 |       | SEA de l'université d'État de l'Oklahoma - Stillwater                                                                                 | Oklahoma 5 × Australian Canner                                                                            | pourpre                          | saumon                             | | États-Unis             |            |
| 'Oklamex Red'                                          |       | SEA de l'Oklahoma et du Nouveau-Mexique                                                                                               | 'B 1564' × 'PI 153655'                                                                                    | rouge foncé                      | saumon                             | très sucré, aqueux ; type yams | États-Unis             |            |
| 'Onokeo'                                               |       | | | violet                           | ivoire                             | |                        |            |
| 'Onolena' / 'HES number 14'                            |       | Vegetable Crops Department, Université de Hawaï (Honolulu)                                                                            | 'Porto Rico' × 'Nancy Hall'                                                                               | tan                              | orange foncé                       | Similaire à 'Porto Rico' | États-Unis             |            |
| 'Orlis'                                                |       | Université d'État du Kansas | mutation de 'Common Little Stem Jersey'                                                                   | bronze                           |                                    | Similaire à 'Little Stem Jersey' | États-Unis             |            |
| 'Owairaka Red'                                         |       | | | rouge foncé                      |                                    | Cultivé pour la première fois dans les années 1850. En 2000, c'est le cultivar dominant de la culture de patates douces en Nouvelle-Zélande (suivi de 'Toka Toka Gold' et de 'Beauregard')                                                                                | Nouvelle-Zélande       |            |
| 'Papota'                                               |       | USDA ARS ; Tropical Agricultural Research Station                                                                                     | International Institute of Tropical Agr. seedling                                                         | blanche                          | beige                              | Racine en forme de navet | États-Unis             |            |
| 'Pelican Processor' / L-5 / L-4-5                      |       | SEA de Louisiane (Baton Rouge) | semis spontané de 'Americana'                                                                             | crème                            | crème clair                        | | États-Unis             |            |
| 'Picadita'                                             |       | | | rouge-violet                     | blanche                            | Souvent appelé boniato (terme désigant la patate douce en espagnol cubain) |                        |            |
| 'Pope'                                                 |       | Université d'État de Caroline du Nord                                                                                                 | 'NC 288' × '304'                                                                                          | saumon clair                     | orange moyen                       | | États-Unis             |            |
| 'Porto Rico 198' / Porto Rican / Puerto Rican          |       | Caroline du Nord | | rose                             | orange marbré                      | commercialisé en 1966 | États-Unis             |            |
| 'Purple Heart' / 'Okinawa'                             |       | Okinawa | | tan                              | violet raisin                      | Également cultivé à Hawaï | Japon                  |            |
| 'Queen Mary' / 'L-126'                                 |       | SEA de Louisiane (Baton Rouge) | 'Porto Rico' × 'Nancy Hall'                                                                               |                                  |                                    | Similaire à 'Porto Rico' | États-Unis             |            |
| 'Ranger'                                               |       | Université d'État de Louisiane | 'Porto Rico' × 'Nancy Hall'                                                                               | flesh-colored                    | orange                             | Similaire à 'Nancy Hal'l | États-Unis             |            |
| 'Rapoza'                                               |       | | | ivoire                           | violet                             | |                        |            |
| 'Red Diane'                                            |       | | |                                  |                                    | |                        |            |
| 'Red Garnet'                                           |       | | | rouge foncé à violet             | orange                             | |                        |            |
| 'Red Jewel'                                            |       | | | rouge                            | orange profond                     | |                        |            |
| 'Red Nancy'                                            |       | Université d'État du Kansas | mutation de 'Nancy Gold'                                                                                  | rouge                            | orange                             | Similaire à 'Nancy Gold' | États-Unis             |            |
| 'Redglow'                                              |       | SEA de l'université de Géorgie ; SEA de Californie                                                                                    | semis à pollinisation libre de 'GA-109'                                                                   | rouge pourpre clair              | orange profond                     | | États-Unis             |            |
| 'Redgold' / 'Okla. 26'                                 |       | Université d'État de l'Oklahoma - Stillwater                                                                                          | 'Okla. 2' × 'L37' (semis impliquant 'Creole', 'Nancy Hall' et 'Porto Rico')                               | rouge                            | orange                             | | États-Unis             |            |
| 'Redmar' / 'Md 2416'                                   |       | SEA du Maryland (College Park (Maryland))                                                                                             | [('K18400' × 'B6313') × 'Shoreland' × ('Virginian' × 'K1846')]                                            | rouge                            |                                    | commercialié en 1971. Similaire à 'Nemagold' | États-Unis             |            |
| 'Regal'                                                |       | USDA ARS ; SEA de Caroline du Sud (université de Clemson) ; Station agricole du Texas (Université A&M du Texas)                       | semis de 'W-99' polycroisé avec 29 autres lignées parentales                                              | rouge violacé foncé              | orange à orange profond            | | États-Unis             |            |
| 'Resisto'                                              |       | USDA ; SEA de Caroline du Sud ; SEA du Texas                                                                                          | semis de 'W-56'                                                                                           | cuivre rougeâtre                 | orange foncé                       | | États-Unis             |            |
| 'Rojo Blanco'                                          |       | Institut Tuskegee | 'Rose Centennial' × 'White Triumph'                                                                       | rouge profond                    | blanc laiteux                      | | États-Unis             |            |
| 'Rose Centennial'                                      |       | | |                                  |                                    | |                        |            |
| 'Ruddy'                                                |       | US Vegetable Laboratory (USDA ARS) ; SEA de Caroline du Sud                                                                           | semis à pollinisation libre de 'W-119'                                                                    | rouge                            | orange                             | | États-Unis             |            |
| 'Satsumahikari'                                        | 1987  | Station agricole expérimentale nationale de Kyushu (Nishigoshi, Kumamoto)                                                             | 'Kyushu 84' x 'Kyushu 88' (Ipomoeatrifida figure dans son pedigree                                        | rouge foncé                      | blanc jaunâtre                     | Cultivar destiné à la transformation ; moyennement résistant à la pourriture noire, résistant aux nématodes cécidogènes du sud | Japon                  |            |
| 'Scarlet'                                              |       | Service de recherche agronomique de Caroline du Nord (NCARS)                                                                          | sélectionné parmi des clones dérivés de la culture de méristème apical de 'Jewel'                         |                                  | orange                             | | États-Unis             |            |
| 'Shore Gold'                                           |       | Station expérimentale de Virginia Tech                                                                                                | semis à pollinisation libre de 'L7-177' du programme de sélection de la Louisiane                         | cuivre clair                     | orange vif                         | | États-Unis             |            |
| 'Southern Delite'                                      |       | USDA ARS ; Université de Clemson, | semis à pollinisation libre de 'W-99'                                                                     | Rose à cuivre foncé              | orange                             | commercialisé en 1986. La couleur de la peau varie selon le type de sol. | États-Unis             |            |
| 'Stokes Purple'                                        |       | Inconnu (Caroline du Nord) | | gris violet                      | violet foncé                       | commercialisé en 2012. | États-Unis             |            |
| 'Sumor'                                                |       | USDA ARS ; United States Vegetable Laboratory ; SEA de Caroline du Sud (Université de Clemson) ; Edisto Research and Education Center | semis à pollinisation libre de 'W-154'                                                                    | tan clair                        | blanc à jaune                      | Teneur en vitamine C relativement élevée | États-Unis             |            |
| 'Sunnyside'                                            |       | USDA, Beltsville (Maryland) et Louisiane                                                                                              | ('Yellow Yam' × 'Nancy Hall') × ('Pelican Processor' × 'Triumph')                                         |                                  |                                    | | États-Unis             |            |
| 'Sweet Red'                                            |       | Université d'État de Caroline du Nord                                                                                                 | semis à pollinisation libre de 'NC 258'                                                                   | rouge cuivré profond             | orange profond                     | | États-Unis             |            |
| 'Tango'                                                |       | USDA ; SEA du Missouri, Columbia (Missouri) ; Sweet Potato Cooperative Group (Beltsville, Maryland)                                   | 'Nancy Hall' × 'Porto Rico 1-10'                                                                          |                                  |                                    | | États-Unis             |            |
| 'Tanhoma'                                              |       | SEA de l'université d'État de l'Oklahoma-Stillwater                                                                                   | selection Australian Canner                                                                               |                                  |                                    | | États-Unis             |            |
| 'Toka Toka Gold'                                       |       | | |                                  | Cultivé en Nouvelle-Zélande        | |                        |            |
| 'Topaz'                                                |       | SEA du Texas | semis à pollinisation libre de 'W-26'                                                                     | bronze                           | orange moyen                       | |                        |            |
| 'Travis'                                               |       | SEA de Louisiane | polycroisé avec 'L3-217' comme semis parent                                                               | rose                             | orange profond                     | commercialisé en 1980 | États-Unis             |            |
| 'UPLSP-1'                                              |       | | |                                  |                                    | Cultivé aux Philippines |                        |            |
| 'UPLSP-2'                                              |       | | |                                  |                                    | Cultivé aux Philippines |                        |            |
| 'UPR number 3'                                         |       | SEA de Porto Rico, Río Piedras (Porto Rico)                                                                                           | selection de 'Mameya' ; pollinisation libre                                                               |                                  |                                    | | Porto Rico             |            |
| 'UPR number 7'                                         |       | SEA de Porto Rico, Río Piedras (Porto Rico)                                                                                           | 'L-240'                                                                                                   |                                  | orange profond                     | | Porto Rico             |            |
| 'Vardaman'                                             |       | | | doré                             | orange clair                       | | États-Unis             |            |
| 'Virginian' / 'V-53'                                   |       | Station expérimentale de Truck, près de Norfolk (Virginie)                                                                            | 'Maryland Golden' × 'B-219'                                                                               | rouge violacé à rouge cuivré     | orange vif                         | | États-Unis             |            |
| 'VSP-5'                                                |       | | |                                  |                                    | Cultivé aux Philippines |                        |            |
| 'VSP-6'                                                |       | | |                                  |                                    | Cultivé aux Philippines |                        |            |
| 'Waimanalo Red'                                        |       | | | rouge                            | perle                              | |                        |            |
| 'White Delite'                                         |       | Université d'État de Caroline du Nord                                                                                                 | croisement entre un clone ('GA41') sélectionné par l'université de Géorgie et un pollen de parent inconnu | rose violacé,                    | blanche                            | commercialisé en 1979 | États-Unis             |            |
| 'White Triumph'                                        |       | | |                                  |                                    | |                        |            |
| 'Whitestar'                                            |       | USDA (Beltsville (Maryland)) | cultivar 'Laupahoehoe' (Hawaï)                                                                            | blanche                          | claire                             | | États-Unis             |            |
| 'Xushu-18'                                             | 1989  | Centre de recherche sur la patate douce de Xuzhou                                                                                     | descendant de 3e génération d'un croisement 'Nancy Hall' x 'Okinawa-100'*                                 | rouge                            | blanche (avec des anneaux violets) | variété résistante à la pourriture des racines, mais sensible aux nématodes de la tige et à la pourriture noire ; la plus cultivée en Chine (1,5 Mha, 30 million Mt de tubercules en 1998), utilisée principalement pour l'alimentation animale et l'extraction d'amidon. | Chine                  |            |
| 'Yellow Yam'                                           |       | | |                                  |                                    | |                        |            |